# Grande Prêmio da Alemanha de 1989
Resultados do Grande Prêmio da Alemanha de Fórmula 1 realizado em Hockenheim em 30 de julho de 1989. Nona etapa do campeonato, foi vencido pelo brasileiro Ayrton Senna, que subiu ao pódio junto a Alain Prost numa dobradinha da McLaren-Honda, com Nigel Mansell em terceiro pela Ferrari.

## Resumo

### Paz de espírito para correr
Sem tempo para curar as mossas em sua alma após o constrangedor abandono no Grande Prêmio da Grã-Bretanha, Ayrton Senna chegou a Hockenheim dias antes da etapa alemã a visando participar dos testes programados para o circuito germânico e neles, entre o uso alternado de pneus de corrida e de classificação, o brasileiro voltou a enfrentar problemas com o novo câmbio da McLaren. Ignorando o fato de a Ferrari de Nigel Mansell ter feito o melhor tempo numa das sessões, o brasileiro estava mais empenhado em corrigir a vulnerabilidade de seu carro do que angustiar-se com os rivais. "Temos que nos preocupar com nossa equipe. Esse problema de câmbio não é simples. E certamente vai levar mais algum tempo até acharmos uma solução definitiva", disse o campeão de 1988 e vice-líder do certame, para quem a adoção do novo sistema de câmbio é irreversível.
Indagado a respeito do que fazer para derrotar Alain Prost, o brasileiro foi taxativo: "Um pouco mais de cuidado se faz necessário. Mas se mudar o estilo, saio da minha característica, e isso só pode me trazer mais surpresas desagradáveis do que ganhos". Embora tais palavras soem óbvias diante dos 20 pontos de vantagem em favor de Alain Prost na tabela do campeonato mundial, Senna permitiu-se uma divagação um tanto metafísica: "Quero a paz de espírito necessária para continuar a luta até o final do ano. Preciso da mente clara para conseguir minha melhor forma de guiar". Entre uma declaração ou outra ele deixou vir à tona o seu instinto de corredor, num rasgo de sinceridade: "Adoro desafios. A vontade de vencer e de me superar é muito maior".

### Lotus demite Peter Warr
Em meio a uma conjuntura ruim para a equipe desde o rompimento com a Honda, a Lotus mudou o seu comando após uma assembleia extraordinária de acionistas e nela uma proposta de Hazel Chapman (viúva de Colin Chapman) resultou na demissão de Fred Bushell, presidente, e Peter Warr, diretor esportivo da equipe, os quais foram substituídos por Tony Rudd e Rupert Manwaring. Nos ambientes corporativos, a troca de comando é usual, mas neste caso a demissão de Peter Warr foi dolorosamente simbólica, pois trata-se de um antigo oficial da Guarda Real Britânica vinculado à Fórmula 1 desde 1958 quando, aos 20 anos, conseguiu um emprego na Lotus, chegando a correr em provas de turismo e na Fórmula Júnior, vencendo o Grande Prêmio do Japão de 1963 a bordo de um Lotus 23 modelo esportivo. Em outubro de 1969 assumiu funções administrativas e técnicas na equipe britânica, anos antes da invenção dos carros de Fórmula 1 concebidos sob o efeito solo. Entre 1977 e 1980 trabalhou na Wolf e depois na Fittipaldi, sendo responsável pela chegada de Keke Rosberg ao time brasileiro. Peter Warr regressou à Lotus em 1981, assumindo o comando da equipe após a morte de Colin Chapman no ano seguinte, e nessa fase foi responsável pela contratação de Ayrton Senna em setembro de 1984.

### Pole garantida na sexta
Graças a uma combinação entre o teor do regulamento e o excelente desempenho da Minardi no Grande Prêmio da Grã-Bretanha de 1989, uma nova pré-classificação vige na Fórmula 1 nas dezesseis corridas a partir da etapa alemã e nela Onyx e Larrousse (esta sob o chassis construído pela Lola Cars) conquistaram as quatro vagas disponíveis, com Michele Alboreto estreando pelo time fundado por Didier Calmels e Gérard Larrousse. Embora o veterano piloto italiano tenha suado o macacão para garantir seu espaço numa refrega contra a AGS de Yannick Dalmas, a emoção da sexta-feira em Hockenheim ficou por conta de Ayrton Senna.
"Quando ia encostar o pé no freio, toquei a roda traseira esquerda na zebra e o carro subiu e deu uns três giros de 360 graus antes de bater na barreira de pneus. O local do acidente é muito veloz, e devia estar a uns 300 km/h. Foi mesmo um erro estúpido". Sem as evasivas automobilísticas de praxe, Ayrton Senna descreveu o acidente sofrido na entrada do Estádio na manhã de sexta-feira, mas apesar da dor de cabeça resultante do impacto, o brasileiro ainda teve condições de levar seu carro aos boxes para restauro e graças ao empenho dos mecânicos, o piloto da McLaren pôde usar seu bólido no treino oficial realizado à tarde e marcar o melhor tempo, um segundo adiante de Alain Prost. Na fila seguinte estava a Ferrari com Nigel Mansell e Gerhard Berger, enquanto Alessandro Nannini foi o quinto ao colocar sua Benetton à frente das Williams com Riccardo Patrese e Thierry Boutsen e estes deixaram Emanuele Pirro em oitavo com a outra Benetton.
Encerrado o treino de sexta-feira, a McLaren constatou que as avarias na máquina de Ayrton Senna foram ainda mais extensas, obrigando o time a destinar o carro reserva (designado para Alain Prost) ao brasileiro e a trazer da França, onde estava em trânsito, um dos carros destinados aos testes particulares da equipe em Ímola, na Itália, para servir como novo equipamento sobressalente. Enquanto isso, Senna foi à pista no sábado a fim de acertar o bólido para a corrida. Ninguém ameaçou o tempo marcado pelo brasileiro no dia anterior e assim a pole provisória tornou-se definitiva. Prost não saiu do segundo lugar, mesmo melhorando o tempo. A Ferrari tenha permaneceu na segunda fila, enquanto a Williams subiu para o quinto e o sexto lugares, deixando a Benetton de Alessandro Nanini e a Lotus de Nelson Piquet nas vagas seguintes. Ladino, o tricampeão valeu-se da experiência ao utilizar o vácuo da Benetton como "força adicional" para garantir a oitava posição.

### Ainda faltam seis vitórias
Concentrados para fazerem a melhor largada possível, os bólidos da McLaren foram surpreendidos pelo arranque estrepitoso de Gerhard Berger, cuja Ferrari saltou à liderança, mas Ayrton Senna recuperou a ponta logo na primeira curva trazendo Alain Prost atrás de si com Gerhard Berger e Nigel Mansell vindo a seguir. Conforme a corrida prosseguia, os carros da equipe de Woking forçavam o ritmo num duelo à parte e aumentaram a vantagem sobre o resto do grid enquanto a Williams de Thierry Boutsen batia e abandonava ao ser tocada por Emanuele Pirro no decurso da quinta volta, garantindo o quinto e o sexto lugares para a Benetton, mas uma pane elétrica no motor obrigou Alessandro Nanini a sair da contenda no giro seguinte, elevando Riccardo Patrese à zona de pontuação naquela altura. Pressionado por Mansell, o austríaco Berger recorre às zebras para manter-se à frente, mas após treze voltas seu pneu estoura e o mesmo perde o controle da Ferrari, danificando o carro antes de parar na grama, infortúnio que rendeu o sexto lugar à Lotus de Nelson Piquet.
Perseguidor renitente de seu companheiro de equipe, Prost reduziu a diferença entre eles para um segundo, mas as circunstâncias da prova obrigaram-no a trocar os pneus na volta dezoito. Graças a um problema na fixação da roda traseira esquerda, dezoito segundos foram necessários para concluir a operação, algo similar ao ocorrido com Sennaː quando este foi aos boxes na vigésima passagem e ficou parado por vinte e três segundos devido a uma falha no engate da roda traseira direita. Quando os pilotos da McLaren retornaram à porfia, a vantagem passou a ser de Prost, três segundos adiante de Senna. Determinados a vencer, os líderes da prova alternavam-se como autores da volta mais rápida da corrida, enquanto sete pilotos abandonaram a prova alemã por conta de avarias mecânicas ou batidas, como foi o caso de Emanuele Pirro, retirado de seu carro pelos fiscais de pista e levado ao centro médico após bater na entrada do estádio na volta vinte e seis.
Mesmo os retardatários foram incapazes de afetar a vantagem de Prost sobre Senna, ambos a trinta segundos de Mansell. Contudo, a distância entre os carros alvirrubros de Woking caiu para dois segundos na volta trinta e nove, um segundo na passagem seguinte e para menos de um no giro quarenta e um. Apesar dos indícios de avaria mecânica, o francês resistiu até a saída da terceira chicane na antepenúltima volta, quando seu carro quase parou devido a um defeito no câmbio e ele foi ultrapassado por Senna, que venceu Prost com dezoito segundos de vantagem ao fim de quarenta e cinco voltas, enquanto a Ferrari de Mansell completou o pódio a um minuto e vinte e três segundos de distância. Uma volta depois cruzaram a Williama de Riccardo Patrese, a Lotus de Nelson Piquet e a Arrows de Derek Warwick.
Após a cerimônia de premiação, Ayrton Senna foi informado por sua irmã, Viviane Senna, a respeito da morte de Armando Botelho. Empresário do piloto desde 1982, ele faleceu na capital paulista na véspera da corrida aos 50 anos, vítima de câncer no fígado. Triste com a perda do amigo, o brasileiro optou pela discrição. Quanto ao mundial de pilotos, como a vantagem de Alain Prost era de dezessete pontos (53 a 36), seriam necessárias seis vitórias em sete possíveis para que Ayrton Senna conquistasse o título de 1989, algo virtualmente impossível. Dentre os construtores, a McLaren ponteava com 89 pontos, não havendo concorrentes próximos. 
Na coletiva pós-corrida, Prost detalhou seu infortúnio: "Perdi a marcha mais alta, fundamental num circuito veloz como este. Conseguia engatá-la, mas ela não transmitia potência", disse ele enquanto descrevia a aproximação de Senna e o cuidado que tinha nas freadas para evitar a ultrapassagem. Perguntado se venceria seu "rival de equipe" se o mesmo não tivesse problemas, Senna foi um tanto ambíguo: "Não era totalmente impossível. Eu o pressionava muito, e nunca se sabe o que pode acontecer antes do final de uma corrida".

## Classificação

### Pré-qualificação
| Pos. | Nº | Piloto                | Construtor       | Tempo    | Diferença |
| ---- | -- | --------------------- | ---------------- | -------- | --------- |
| 1    | 37 | Bertrand Gachot       | Onyx-Ford        | 1:47.283 | —         |
| 2    | 36 | Stefan Johansson      | Onyx-Ford        | 1:47.700 | + 0.417   |
| 3    | 30 | Philippe Alliot       | Lola-Lamborghini | 1:47.746 | + 0.463   |
| 4    | 29 | Michele Alboreto      | Lola-Lamborghini | 1:47.919 | + 0.636   |
| 5    | 41 | Yannick Dalmas        | AGS-Ford         | 1:47.920 | + 0.637   |
| 6    | 17 | Nicola Larini         | Osella-Ford      | 1.48.301 | + 1.018   |
| 7    | 40 | Gabriele Tarquini     | AGS-Ford         | 1:48.558 | + 1.275   |
| 8    | 18 | Piercarlo Ghinzani    | Osella-Ford      | 1:48.564 | + 1.281   |
| 9    | 31 | Roberto Moreno        | Coloni-Ford      | 1:48.567 | + 1.284   |
| 10   | 32 | Pierre-Henri Raphanel | Coloni-Ford      | 1:48.780 | + 1.457   |
| 11   | 33 | Gregor Foitek         | EuroBrun-Judd    | 1:49.458 | + 2.175   |
| 12   | 35 | Aguri Suzuki          | Zakspeed-Yamaha  | 1:49.527 | + 2.244   |
| 13   | 34 | Bernd Schneider       | Zakspeed-Yamaha  | 1:50.455 | + 3.172   |

### Treinos classificatórios
| Pos.    | N.º | Piloto             | Construtor       | Q1       | Q2       | Grid    |
| ------- | --- | ------------------ | ---------------- | -------- | -------- | ------- |
| 1       | 1   | Ayrton Senna       | McLaren-Honda    | 1:42.300 | 1:42.790 | —       |
| 2       | 2   | Alain Prost        | McLaren-Honda    | 1:43.306 | 1:43.295 | + 0.995 |
| 3       | 27  | Nigel Mansell      | Ferrari          | 1:44.020 | 1:44.076 | + 1.720 |
| 4       | 28  | Gerhard Berger     | Ferrari          | 1:44.467 | 1:44.509 | + 2.167 |
| 5       | 6   | Riccardo Patrese   | Williams-Renault | 1:45.062 | 1:44.511 | + 2.211 |
| 6       | 5   | Thierry Boutsen    | Williams-Renault | 1:45.520 | 1:44.702 | + 2.402 |
| 7       | 19  | Alessandro Nannini | Benetton-Ford    | 1:45.033 | 1:45.040 | + 2.733 |
| 8       | 11  | Nelson Piquet      | Lotus-Judd       | 1:47.316 | 1:45.475 | + 3.175 |
| 9       | 20  | Emanuele Pirro     | Benetton-Ford    | 1:46.521 | 1:45.845 | + 3.545 |
| 10      | 4   | Jean Alesi         | Tyrrell-Ford     | 1:47.551 | 1:46.888 | + 4.588 |
| 11      | 26  | Olivier Grouillard | Ligier-Ford      | 1:47.408 | 1:46.893 | + 4.593 |
| 12      | 7   | Martin Brundle     | Brabham-Judd     | 1:47.216 | 1:47.796 | + 4.916 |
| 13      | 23  | Pierluigi Martini  | Minardi-Ford     | 1:48.222 | 1:47.380 | + 5.080 |
| 14      | 15  | Maurício Gugelmin  | March-Judd       | 1:47.387 | 1:47.578 | + 5.087 |
| 15      | 30  | Philippe Alliot    | Lola-Lamborghini | 1:47.486 | 1:47.566 | + 5.186 |
| 16      | 8   | Stefano Modena     | Brabham-Judd     | 1:47.511 | 1:47.552 | + 5.211 |
| 17      | 9   | Derek Warwick      | Arrows-Ford      | 1:47.756 | 1:47.533 | + 5.233 |
| 18      | 12  | Satoru Nakajima    | Lotus-Judd       | 1:48.782 | 1:47.663 | + 5.363 |
| 19      | 3   | Jonathan Palmer    | Tyrrell-Ford     | 1:47.836 | 1:47.676 | + 5.376 |
| 20      | 21  | Alex Caffi         | Dallara-Ford     | 1:48.671 | 1:47.679 | + 5.379 |
| 21      | 22  | Andrea de Cesaris  | Dallara-Ford     | 1:47.879 | 1:48.005 | + 5.579 |
| 22      | 16  | Ivan Capelli       | March-Judd       | 1:48.239 | 1:48.078 | + 5.778 |
| 23      | 25  | René Arnoux        | Ligier-Ford      | 1:48.266 | 1:48.598 | + 5.966 |
| 24      | 36  | Stefan Johansson   | Onyx-Ford        | 1:49.935 | 1:48.348 | + 6.048 |
| 25      | 10  | Eddie Cheever      | Arrows-Ford      | 1:48.396 | 1:48.553 | + 6.096 |
| 26      | 29  | Michele Alboreto   | Lola-Lamborghini | 1:48.670 | 1:48.726 | + 6.370 |
| 27      | 24  | Luis Pérez-Sala    | Minardi-Ford     | 1:49.587 | 1:48.686 | + 6.386 |
| 28      | 37  | Bertrand Gachot    | Onyx-Ford        | 1:49.252 | 1:49.004 | + 6.704 |
| 29      | 38  | Christian Danner   | Rial-Ford        | 1:50.679 | 1:49.767 | + 7.467 |
| DSQ     | 39  | Volker Weidler     | Rial-Ford        | —        | —        | —       |
| Fontes: |     |                    |                  |          |          |         |

### Corrida
| Pos.    | N.º | Piloto                | Construtor       | Voltas | Tempo/Diferença        | Grid | Pontos |
| ------- | --- | --------------------- | ---------------- | ------ | ---------------------- | ---- | ------ |
| 1       | 1   | Ayrton Senna          | McLaren-Honda    | 45     | 1:21:43.302            | 1    | 9      |
| 2       | 2   | Alain Prost           | McLaren-Honda    | 45     | + 18.151               | 2    | 6      |
| 3       | 27  | Nigel Mansell         | Ferrari          | 45     | + 1:23.254             | 3    | 4      |
| 4       | 6   | Riccardo Patrese      | Williams-Renault | 44     | + 1 volta              | 5    | 3      |
| 5       | 11  | Nelson Piquet         | Lotus-Judd       | 44     | + 1 volta              | 8    | 2      |
| 6       | 9   | Derek Warwick         | Arrows-Ford      | 44     | + 1 volta              | 17   | 1      |
| 7       | 22  | Andrea de Cesaris     | Dallara-Ford     | 44     | + 1 volta              | 21   |        |
| 8       | 7   | Martin Brundle        | Brabham-Judd     | 44     | + 1 volta              | 12   |        |
| 9       | 23  | Pierluigi Martini     | Minardi-Ford     | 44     | + 1 volta              | 13   |        |
| 10      | 4   | Jean Alesi            | Tyrrell-Ford     | 43     | + 2 voltas             | 10   |        |
| 11      | 25  | Rene Arnoux           | Ligier-Ford      | 42     | + 3 voltas             | 23   |        |
| 12      | 10  | Eddie Cheever         | Arrows-Ford      | 40     | Sistema de combustível | 25   |        |
| 13      | 8   | Stefano Modena        | Brabham-Judd     | 37     | Motor                  | 16   |        |
| 14      | 12  | Satoru Nakajima       | Lotus-Judd       | 36     | Spun Off               | 18   |        |
| 15      | 16  | Ivan Capelli          | March-Judd       | 32     | Pane eletrônica        | 22   |        |
| 16      | 15  | Maurício Gugelmin     | March-Judd       | 28     | Câmbio                 | 14   | ;      |
| 17      | 20  | Emanuele Pirro        | Benetton-Ford    | 26     | Acidente               | 9    |        |
| 18      | 30  | Philippe Alliot       | Lola-Lamborghini | 20     | Fuga de óleo           | 15   |        |
| 19      | 3   | Jonathan Palmer       | Tyrrell-Ford     | 16     | Motor                  | 19   |        |
| 20      | 28  | Gerhard Berger        | Ferrari          | 13     | Spun Off               | 4    |        |
| 21      | 36  | Stefan Johansson      | Onyx-Ford        | 8      | Superaquecimento       | 24   |        |
| 22      | 19  | Alessandro Nannini    | Benetton-Ford    | 6      | Pane elétrica          | 7    |        |
| 23      | 5   | Thierry Boutsen       | Williams-Renault | 4      | Colisão                | 6    |        |
| 24      | 21  | Alex Caffi            | Dallara-Ford     | 2      | Motor                  | 20   |        |
| 25      | 29  | Michele Alboreto      | Lola-Lamborghini | 1      | Pane elétrica          | 26   |        |
| 26      | 26  | Olivier Grouillard    | Ligier-Ford      | 0      | Câmbio                 | 11   |        |
| DNQ     | 24  | Luis Pérez-Sala       | Minardi-Ford     |        |                        |      |        |
| DNQ     | 37  | Bertrand Gachot       | Onyx-Ford        |        |                        |      |        |
| DNQ     | 38  | Christian Danner      | Rial-Ford        |        |                        |      |        |
| DSQ     | 39  | Volker Weidler        | Rial-Ford        |        |                        |      |        |
| DNPQ    | 41  | Yannick Dalmas        | AGS-Ford         |        |                        |      |        |
| DNPQ    | 17  | Nicola Larini         | Osella-Ford      |        |                        |      |        |
| DNPQ    | 40  | Gabriele Tarquini     | AGS-Ford         |        |                        |      |        |
| DNPQ    | 18  | Piercarlo Ghinzani    | Osella-Ford      |        |                        |      |        |
| DNPQ    | 31  | Roberto Moreno        | Coloni-Ford      |        |                        |      |        |
| DNPQ    | 32  | Pierre-Henri Raphanel | Coloni-Ford      |        |                        |      |        |
| DNPQ    | 33  | Gregor Foitek         | EuroBrun-Judd    |        |                        |      |        |
| DNPQ    | 35  | Aguri Suzuki          | Zakspeed-Yamaha  |        |                        |      |        |
| Fontes: |     |                       |                  |        |                        |      |        |

## Tabela do campeonato após a prova
| Pos.    | Piloto           | Pontos |
| ------- | ---------------- | ------ |
| 1       | Alain Prost      | 53     |
| 2       | Ayrton Senna     | 36     |
| 3       | Nigel Mansell    | 25     |
| 4       | Riccardo Patrese | 25     |
| 5       | Thierry Boutsen  | 13     |
| Fontes: |                  |        |

| Pos.    | Construtor       | Pontos |
| ------- | ---------------- | ------ |
| 1       | McLaren-Honda    | 89     |
| 2       | Williams-Renault | 38     |
| 3       | Ferrari          | 25     |
| 4       | Benetton-Ford    | 17     |
| 5       | Tyrrell-Ford     | 10     |
| Fontes: |                  |        |

- Nota: Somente as primeiras cinco posições estão listadas. Entre 1981 e 1990 cada piloto podia computar onze resultados válidos por temporada não havendo descartes no mundial de construtores.